# Epiclytus itoi
Epiclytus itoi là một loài bọ cánh cứng trong họ Cerambycidae.